# سازمان پدافند غیر عامل کشور
سازمان پدافند غیرعامل سازمانی دولتی در ایران است که زیرمجموعه ستاد کل نیروهای مسلح محسوب می‌شود. سازمان پدافند غیرعامل در سال ۱۳۸۲ تشکیل شد و از سال ۱۳۹۰ در تقویم ایران، تاریخ ۸ آبان به‌عنوان روز پدافند غیرعامل شناخته می‌شود. هم‌اکنون ریاست این سازمان برعهده سرتیپ پاسدار غلامرضا جلالی می‌باشد.
| فهرست مقامات ارشد |                  |                                        |
| ردیف              | نام              | سمت                                    |
| ۱                 | محسن ساسانی      | جانشین سازمان                          |
| ۲                 | رسول رحیمی       | معاون هماهنگ‌کننده سازمان               |
| ۳                 | محسن محبی        | سخنگوی سازمان                          |
| ۴                 | محمدعلی قمی      | رئیس دفتر حقوقی و بازرسی سازمان        |
| ۵                 | عبدالرحمان کشوری | معاون انرژی سازمان                     |
| ۶                 | رسول رحیمی       | معاون بسیج و امور استانهای سازمان      |
| ۷                 | سعید رحیمی       | معاون فناوری ارتباطات و اطلاعات سازمان |
| ۸                 | رضا کلهر         | معاون آموزش و پژوهش سازمان             |
| ۹                 | علیرضا مبارک     | معاون صنعت ومعدن سازمان                |
| ۱۰                | عطاالله محمدی    | رئیس منابع انسانی و پشتیبانی سازمان    |
| ۱۱                | علیرضا رادفر     | فرمانده یگان حفاظت تأمین سازمان        |

## ماهیت
سازمان پدافند غیرعامل کشور، نهادی حاکمیتی (لشکری و کشوری) است که دارای شخصیت حقوقی، استقلال مالی و اداری همطراز با وزراء و به لحاظ ساختاری، مشابه یک نیرو بوده، در تابعیت ستاد کل نیروهای مسلح و در چارچوب مقررات موجود اساسنامه، قوانین نیروهای مسلح و سایر قوانین و مقررات کشور، اداره می‌گردد.

## ارکان سازمان
1. کمیته دائمی (شورای عالی)
2. رئیس سازمان
3. کمیته پدافند غیرعامل دستگاه‌های اجرایی و استانداری‌ها

### کمیته دائمی پدافند غیر عامل
کمیته دائمی متشکل از رئیس ستاد کل نیروهای مسلح به عنوان رئیس، رئیس سازمان پدافند غیرعامل به‌عنوان دبیر، وزیر کشور، وزیر دفاع، رئیس سازمان برنامه و بودجه، رئیس کمیسون امنیت ملی مجلس شورای اسلامی و یکی از معاونین رئیس ستاد کل نیروهای مسلح، تشکیل می‌شود و مصوبات آنها با ابلاغ دبیر کمیته دائمی در همه دستگاه‌های اجرایی لازم‌الاجرا می‌باشد.
وظایف کمیته دائمی شامل موارد زیر می‌باشد:
1. تصویب سیاست‌ها و راهبردهای عمده پدافند غیرعامل کشور
2. تصویب برنامه‌های کلان (۵ ساله) پدافند غیرعامل کشور
3. تصویب سطح‌بندی و اولویت‌بندی مراکز تحت پوشش براساس پیشنهاد سازمان
4. تصویب آیین‌نامه‌های اجرایی لازم در جهت هماهنگی‌های بین دستگاهی در خصوص پدافند غیرعامل

### کمیته اجرایی
مسئولیت پدافند غیرعامل در دستگاه‌های اجرایی به عهدهٔ رئیس دستگاه اجرایی و در استان‌ها به عهده استانداران می‌باشد.

### مدیران ارشد
برخی از مدیران ارشد سازمان این افراد می‌باشند:
- سرتیپ غلامرضا جلالی، رئیس سازمان[۶]
- محسن ساسانی، جانشین سازمان[۷]
- حسین باقری، معاون ارتباطات، الکترونیک و فناوری اطلاعات[۸]

## وظایف سازمان

### وظایف ستادی
1. تبیین و برآورد تهدیدات دشمن در حوزه‌های مختلف
2. راهبری و هدایت و اجرای طرحهای پدافند غیر عامل
3. ارزیابی فنی پدافندی طرح‌های پدافند غیرعامل تهیه شده توسط کمیته دستگاه‌های اجرایی
4. نظارت بر اجرای پدافند غیرعامل دستگاه‌های اجرایی
5. تصویب ضوابط، استانداردها و دستورالعمل‌های (عمومی و تخصصی) موضوع پدافند غیرعامل
6. تعیین مصادیق تأسیسات زیربنایی، ساختمانهای حساس و شریانهای اصلی و حیاتی کشور
7. تصویب طرحهای پدافند غیر عامل دستگاه‌ها و تأیید اعتبار مورد نیاز آنها
8. بررسی و تأیید نتایج ارزیابی‌ها از اجرای طرحهای پدافند غیرعامل
9. ایجاد هماهنگی لازم بین دستگاه‌های اجرایی در حوزه پدافند غیرعامل

### وظایف عملیاتی
1. سازماندهی، طرح‌ریزی، هدایت و راهبری عملیات پدافندی مقابله با تهدیدات نوین دشمن
2. هدایت و راهبری مقابله با تهدیدات نوین (سایبری، زیستی، پرتوی، شیمیایی، اقتصادی).
3. هدایت، راهبری، مدیریت و کنترل سامانه‌های مرتبط با پدافند غیر عامل کشور در برابر تهدیدات نوین.